# Французский университетский колледж (Санкт-Петербург)
Французский университетский колледж (фр. Collège universitaire français) — дополнительная образовательная программа в СПбГУ, созданная в 1992 году при поддержке Министерства Иностранных дел Франции. Программа создана по соглашению, заключенному в 1996 году между Санкт-Петербургским государственным университетом и Канцелярией университетов Парижа. Диплом, выдаваемый на франкоязычном отделении, признаётся Санкт-Петербургским государственным университетом как эквивалент диплома о получении пятигодичного университетского образования. Семь французских партнерских университетов (Университет Париж 1 Пантеон-Сорбонна, Университет Париж II Пантеон-Ассас, Университет Париж IV Сорбонна, Университет Париж Декарт, Париж-VII, Париж-VIII, Высшая школа социальных наук (EHESS), Экс-Марсель-III, Высшая нормальная школа (ENS Cachan), Высшая нормальная школа (ENS Ulm) также признают дипломы как эквивалент французской магистерской степени. "Колледж" предлагает двухгодичное высшее образование по пяти гуманитарным дисциплинам: право, история, литература, социология и философия. Существует два отделения: франкоязычное, где все обучение проводится на французском языке, и русскоязычное, где обучение проводится на французском языке с синхронным переводом. Обучение бесплатное. Колледж принимает всех студентов, переведенных как минимум на 4-й курс высшего учебного заведения и лиц с высшим образованием. При колледже функционирует библиотека им. Филиппа Хабера, основанная в феврале 1995 и ориентированная на изучаемые в колледже общественные и гуманитарные дисциплины. Фонды библиотеки насчитывают более 5000 изданий на французском языке.

## Здание
"Колледж" располагается в историческом здании — особняке А. Ф. Кельха (И. М. Александрова). Первоначально двухэтажный особняк был построен в 1858—1860 гг. по проекту архитектора А. К. Кольмана для греческого консула И. Е. Кондоянаки. В 1896 г. участок земли вместе с домом выкупил В. П. Кельх, представитель семейства богатых сибирских промышленников. В 1896—1897 гг. для семьи Кельх по проекту архитекторов В. И. Шене и В. И. Чагина были перестроены фасад и интерьеры особняка. В 1903 г. по проекту арх. К. К. Шмидта во дворе был построен готический павильон. В 1914 г. Александр Кельх продал особняк Ивану Михайловичу Александрову, потомственному почетному гражданину, члену совета Торгового общества взаимного кредита.
После революции особняк был муниципализирован. 17 марта 1919 года в нём открылась Школа экранного искусства, работавшая до 1930-го. Среди её выпускников был С. Д. Васильев — один из создателей фильма «Чапаев». Позднее в доме размещался райком КПСС Дзержинского района, затем - отделение ЮНЕСКО. 1 июня 1998-го особняк был передан СПбГУ. Юридический факультет университета и Ассоциация юристов Санкт-Петербурга и Ленинградской области организовали здесь Дом юриста.
В 2016 году обветшавший особняк Кельха был капитально отреставрирован.
Здание включено в Единый государственный реестр объектов культурного наследия (памятников истории и культуры) народов Российской Федерации в качестве объекта культурного наследия федерального значения.